# Francisco Newton
Francis(co) Xavier Oakley de Aguiar Newton (Porto, 18 de maio de 1864 — Matosinhos, 9 de dezembro de 1909), mais conhecido por Francisco Newton, foi um naturalista e explorador que se notabilizou como coletor de espécimes da fauna e flora de várias regiões tropicais, com destaque para o arquipélago de São Tomé e Príncipe e para as costas do Golfo da Guiné (Dahomey, Guiné Espanhola e Guiné Bissau). Também recolheu espécimes de numerosas espécies animais e vegetais em Timor, Cabo Verde e Angola, muitos pertencentes a espécies novas para a ciência.

## Biografia
Nasceu na freguesia de Cedofeita, o primeiro filho de Isaac Newton e de sua esposa Ana Emília Newton. O pai de Francisco Newton, Isaac (1840-1906), que recebeu o nome do famoso físico britânico Isaac Newton, era um português de ascendência britânica e irlandesa, caixeiro e guarda-livros numa casa comercial portuense. Era um apaixonado botânico amador, com quem Francisco aprendeu a colecionar plantas. Em 1880, com apenas 16 anos de idade, Francisco Newton empreendeu a sua primeira expedição de recolha botânica a Angola.
Em 1885, o botânico Júlio Augusto Henriques publicou um resumo das notas de viagem de Francisco Newton em Angola entre 1880 e 1883. Embora Júlio Henriques não dê referências na sua crónica das excursões de Newton, os itinerários parecem basear-se em grande parte num exame das localidades de recolha e datas indicadas nas etiquetas dos espécimes do herbário de Newton. Henriques conhecia Newton pessoalmente e era amigo do seu pai Isaac, que colecionava plantas para o herbário do Jardim Botânico de Coimbra e era membro da Sociedade Broteriana, fundada por Júlio Henriques.
Durante a sua primeira viagem, Francisco Newton deve ter permanecido em Angola até ao final de 1884 ou início de 1885, pois sabe-se que em março de 1885 já estava de volta a Lisboa. Em Angola, Newton começou por explorar os arredores de Moçâmedes, entre os rios Curoca e Giraul e o deserto do Namibe, para depois seguir para o interior, para a Serra da Chela, Humpata e o planalto da Huíla.
As primeiras coleções documentadas de plantas de Newton em Angola datam de abril de 1881 e consistem em briófitas da Huíla. A sua última coleção botânica de Francisco Newton documentada naquela região foi aparentemente feita em março de 1884 e inclui um exemplar de herbário da espécie Helichrysum nitens. Em dezembro de 1882, Newton escreveu uma carta a Joseph Dalton Hooker, do Royal Botanic Gardens, Kew, afirmando que tinha recolhido 300 espécies de plantas com flores e 25 espécies de fetos. Entre 1883 e 1888, o explorador britânico Sir Harry Hamilton Johnston (1858-1927) enviou 1436 coleções de plantas para Kew, muitas das quais provenientes de recolhas feitas por Francisco Newton. 
Em julho de 1885, Newton apresentou uma proposta ao governo português para explorar as ilhas de São Tomé e do Príncipe, no Golfo da Guiné. A expedição foi aprovada pelo governo e Newton permaneceu naquelas ilhas de outubro de 1885 a janeiro de 1892, onde recolheu material botânico e zoológico para José Vicente Barbosa du Bocage, então diretor do Museu História Natural de Lisboa, incluindo os espécimes tipo das espécies Lanius newtoni (picanço-de-Newton) e Crithagra concolor (dom-fafe-monocromático), que receberam o seu nome. Em 1886, Newton visitou o Daomé (atual Benim). De 1892 a 1895, continuou a sua investigação em São Tomé e Príncipe. 
De 1896 a 1897 Newton esteve em Timor e de agosto de 1998 a 1902 esteve nas ilhas de Cabo Verde. Em março de 1900 visitou a Guiné-Bissau.
De 1903 a 1906, participou numa expedição zoológica dorganizada pela Academia Politécnica do Porto a Angola. O material aí recolhido consistiu em várias centenas de espécimes e culminou na primeira descrição de 27 novos taxa de répteis, anfíbios e moluscos. No total, Newton recolheu 150 espécimes de anfíbios, 170 de aves, 170 de répteis, 20 de mamíferos e um número não especificado de peixes, moluscos, insectos e outros invertebrados.
Newton é homenageado nos nomes científicos de duas espécies de répteis: Hemidactylus newtoni e Letheobia newtoni. Para além das referidas espécies de répteis, o nome de Francisco Newton também serviu de epónimo às seguintes espécies de animais: Lanius newtoni, uma ave da família Laniidae endémica em São Tomé e Príncipe; Anabathmis newtonii, uma ave da família Nectariniidae endémica na ilha de São Tomé; Petropedetes newtoni, um anfíbio da família Petropedetidae nativo da África Ocidental; e Ptychadena newtoni, um anfíbio da família Ranidae endémico de São Tomé e Príncipe. No campo florístico, o seu nome serviu de epónimo aos taxa de plantas: Barleria newtonii, Oligothrix newtonii, Omphalopappus newtonii, Pleiotaxis newtonii, Cassia newtonii, Crotalaria newtoniana, Lotononis newtonii, Tephrosia newtoniana, Coleus newtonii, Leonotis newtonii, Leucas newtonii, Orthosiphon newtonii, Jasminum newtonii, Andropogon newtonii, Avena newtonii, Willkommia newtonii, Lindernia newtonii, Solanum newtonii, Gnidia newtonii e Grewia newtonii.